# Красное Колено
Кра́сное Коле́но — село в Турковском районе Саратовской области. Входит в состав Рязанского сельского поселения.

## История
Село, очевидно, названо из-за исключительно красивого изгиба реки в этом месте. 
Первоначально, село принадлежало роду Колычевых. Заселяли эти края крестьяне Московской, Рязанской и Орловской губернии.
Позднее в конце IX века перешло в собственность к помещику Сатину.
Описание села в «Полном географическом описании России…: «В 10 верстах к юго-западу от Михайловки на реке Карай находится село Красное Колено (650 жителей, волостное правление, 18 лавок, базары и ярмарки). Здесь же находится имение г. Сатина с конным заводом и известным овцеводством».
В 1824 году, в Красном Колене построена каменная церковь.

## Население
| 2010 |
| ---- |
| 34   |